# Montreux Jazz Festival 1973
Das Montreux Jazz Festival 1973 war die siebte Ausgabe des Montreux Jazz Festival. Als Mitschnitte der Auftritte wurden zahlreiche Live-Alben veröffentlicht.

## Geschichtliches
Die Hauptkonzerte fanden zwischen dem 29. Juni und dem 15. Juli 1973 statt. Es war das erste Festival, das im Kongressgebäude von Montreux durchgeführt wurde.
Vom 29. Juni bis 1. Juli fanden Blues- und R&B-Konzerte mit etablierten Interpreten aus den USA statt. Am 3. Juli präsentierten sich Bands aus der Schweiz. In den folgenden Tagen nutzten Platten-Labels wie Black Lion Records, Blue Note Records und Impulse! Records das Festival als Plattform und präsentierten amerikanische und europäische Musiker, die bei ihnen unter Vertrag standen, z. T. bei speziellen Label-Nächten. Im Anschluss legte etwa Blue Note als Produktionen des damaligen Chefs George Butler eine Reihe von fusionorientierten Live-Alben unter dem Titel »Live: Cookin' with Blue Note at Montreux« vor. Auch andere Label nutzten die Möglichkeit des Mitschnitts durch das Schweizer Fernsehen. Am 11. und am 12. Juli präsentierten sich Bands aus amerikanischen Hochschulen und Colleges.

## Gruppen (alphabetisch)
- Al Mouzon Quartet (mit Nathan Davis, Kevin Toney, Cecil McBee)
- Albert King and His Band (mit Norville Hodges, Wilbur Tompson, Ella Tate, Rick Watson, James Washington, Don Kingsey, Bill Rennie, Sam King)
- Barney Kessel (mit Brian Lemon, Ken Baldock, Johnny Richardson)
- Bill Coleman & Guy Lafitte (mit Marc Hemmeler, Jacques Sewing, Daniel Humair)
- Bobbi Humphrey (mit Kevin Toney, Barney Perry, Henry Franklin, Keith Killgo)
- Bobby Hutcherson Quintet (mit Woody Shaw, Cecil Barnard, Ray Drummond, Larry Hancock)
- Canned Heat with Clarence Gatemouth Brown (mit Bob Hite, Ed Beyer, Henry Vestine, James Shane, Richard Hite, Adolfo de la Parra)
- Carole King
- Chico Hamilton (mit Arnie Lawrence, Alex Foster, Barry Finnerly, Mike Richmond)
- Clarence Gatemouth Brown (mit Jerome Hayes, Joe Turner, Calep Emphery)
- Dave Shepherd Orchestra and Freddy Randall (mit Dave Hewitt, Danny Moss, Brian Lemon, Kenny Baldock, Johnny Richardson)
- Dexter Gordon and Hampton Hawes Trio (mit Bob Cranshaw, Kenny Clarke)
- Donald Byrd and Nathan Davis Tentet (mit Fonce Mizell, Allan Barnes, Larry Mizell, Kevin Toney, Barney Perry, Henry Franklin, Keith Killgo, Ray Armando)
- Dr. John and The Meters with Allen Toussaint (mit Baikida Carroll, Joe Bowie, Gary Brown, Jess Smith, Robbie Montgomery, Allen Toussaint, Leo Nocentelli, Arthur Neville, George Porter, Joseph Modeliste, Elford Roberts)
- John Klemmer Quartet (mit Tom Canning, Cecil McBee, Al Mouzon)
- Freddie King (mit David Maxwell, Malvyn Jones, Benny Turner, Charles Myers)
- Gary Bartz Ntu Troop (mit Stafford James, Hubert Eaves, Howard King)
- Gato Barbieri Latino America (mit Raul Mercado, Amadeo Monges, John Abercrombie, Kelo Palacios, Horacio Fumero, Adalberto Cevasco, Paul Motian, Domingo Cura, Wallace Jorge)
- Gene Ammons and Hampton Hawes (mit Nat Adderley, Cannonball Adderley, Dexter Gordon, Bob Cranshaw, Kenny Clarke)
- Hampton Hawes Trio (mit Bob Cranshaw, Kenny Clarke)
- Little Milton and His Band (mit Wayne Preston (ts), John Polk (ts), Herbert J. Williams (tp), Calep Emphery (dr), Joe Turner (b), Jerome Hayes)
- Magog (mit Hans Kennel, Paul Haag, Andy Scherrer, Klaus Koenig, Peter Frei, Peter Schmidlin)
- Marlena Shaw (mit George Gaffney, Ed Boyer, Harold Jones)
- McCoy Tyner Quartet (mit Azar Lawrence, Juni Booth, Al Mouzon)
- Memphis Slim & Mickey Baker (mit Benny Turner, Charles Myers)
- Michael White Quartet (mit Ed Kelly, Cecil McBee, Kenneth Nash)
- Miles Davis (mit Dave Liebman, Pete Cosey, Reggie Lucas, Michael Henderson, Al Foster, James Mtume)
- Nilsson Academy of Dance
- Professor Longhair & The Meters (mit Leo Nocentelli, Arthur Neville, George Porter, Joseph Modeliste, Elford Roberts)
- Roby Seidel Big Band (mit Francis Rothenbuehler, Victor Mazza, Roland Delecrettaz, Robert Brodard, Serge Buffat, Olivier Berney, Jean-François Bovard, Jean-Pierre Beltrami, René Peytregnet, Michel Panchaud, Philippe Hennard, Peter Candiotto, Paul Studhalter, Michel Pilet, Jean-Claude Mevillot, Bernard Ogay, Richard Ogay, René Marthaler, Philippe Heilig)
- Ronnie Foster Trio (mit Greg Millar, Marvin Chappell)
- Sadao Watanabe Quartet (mit Louis Smith, Bunky Green, Takehiro Honda, Yoshio Busuki, Fumio Watanabe)
- Sam Rivers Trio (mit Cecil McBee, Norman Connors)
- Sonny Terry & Brownie McGhee
- The Meters (mit Leo Nocentelli, Arthur Neville, George Porter, Joseph Modeliste, Elford Roberts)
- Willie Mabon & Mickey Baker (mit Jerome Hayes, Joe Turner, Calep Emphery)
- Stéphane Grappelli Quartet (mit Marc Hemmeler, Jacques Sewing, Daniel Humair)
- Stomu Yamash’ta and Red Buddha Theatre
- Teddy Wilson (mit Dave Shepherd, Kenny Baldock, Johnny Richardson)
- The Jumping Seven (mit Claude Joly, Pierre Bertoli, Jean-Paul Piffaretti, Jean-Daniel Staehli, Aldo Zanesco, Rene Schmid, Michel Guillemin, Denis Progin)
- Yves Meylan

Bands amerikanischer Bildungsanstalten
- Austin Moro Band
- Governors State University Sextet
- Henry Ford College Jazz Band
- Jersey City State College Jazz Band
- University of Pittsburg Jazz Band
- West Branch High School Jazz Band

## Diskographie
- Albert King / Chico Hamilton / Little Milton: Montreux Festival (Stax Records 1974)
- Gene Ammons: Gene Ammons and Friends at Montreux (Prestige 1973)
- Gary Bartz NTU Troop: I’ve Known Rivers And Other Bodies (Prestige 1975)
- Black Lion Allstars: Black Lion at Montreux (Black Lion 1973, mit Bill Coleman, Freddy Randall, Dave Hewitt, Danny Moss, Dave Shepherd, Guy Lafitte, Teddy Wilson, Stephane Grappelli, Brian Lemon, Marc Hemmeler, Barney Kessel, Ken Baldock, Johnny Richardson)
- Donald Byrd Live: Cookin’ with Blue Note at Montreux (Blue Note 2022)[4]
- Bill Coleman & Guy Lafitte: Mainstream at Montreux (Black Lion 1973, später auch als Bill Coleman Meets Guy Lafitte)
- Canned Heat: Live at Montreux 1973 (Eagle 2012)
- Miles Davis: The Complete Miles Davis at Montreux 1973–1991 (Warner 2002)
- Ronnie Foster: Live at Montreux (Blue Note 1974)
- Dexter Gordon: Blues a la Suisse (Prestige 1974)
- Stephane Grappelli: Just One of Those Things! (Black Lion 1973, auch als In Concert)
- Hampton Hawes: Playin’ in the Yard (Prestige 1973)
- Bobbi Humphrey: Live at Montreux (Blue Note 1973)
- Bobby Hutcherson: Live at Montreux (Blue Note 1974)
- Jumpin’ Seven, Roby Seidel Big Band, Magog: Montreux Jazz Festival 1973 (Evasion 1973)
- Barney Kessel: Summertime in Montreux (Black Lion 1974, auch als Yesterday)
- Carole King: Live at Montreux 1973 (Eagle 2019)
- John Klemmer: Magic and Movement (Impulse 1974)
- Magog: Live at the Montreux Jazz Festival 1973 (TCB 2009)
- McCoy Tyner: Enlightenment (Milestone 1973)
- Freddy Randall Dave Shepherd Jazz All Stars: Live at the Montreux Jazz Festival (Black Lion 1973)
- Sam Rivers: Streams. Recorded in Performance at the Montreux Jazz Festival (Impulse 1974)
- Roby Seidel: Roby Seidel Big Band (Evasion 1973)
- Marlena Shaw: Live at Montreux (Blue Note 1974)
- Teddy Wilson: Runnin’ Wild (Black Lion 1973)
- V. A. Impulse Artists on Tour – Live Concert Performances (ABC 1974, mit Aufnahmen von Gato Barbieri, John Klemmer sowie Michael White aus Montreux 1973 sowie von Keith Jarrett aus dem Village Vanguard)
- V. A. The Montreux Blues Festival (Barclay 1973, mit Memphis Slim, Willie Mabon, McHouston Mickey Baker, Clarence Gatemouth Brown; erweiterte Ausgabe unter dem Titel The Montreux Blues Festival 1973)

## Plakat
Zum zweiten Mal wurde das Plakat von Hamish Grimes gestaltet, ein britischer Grafiker und Typograf, der mit dem Musikproduzenten Giorgio Gomelsky arbeitete und eng verbunden mit der Band The Yardbirds war (er gestaltete deren Logo, Plakate und Schalplatten-Covers und sprach unter anderem das Intro auf ihrer Schallplatte Five Live Yardbirds). Im Gegensatz zum Plakat aus dem Vorjahr wird diese Gestaltung als eher düster und melancholisch angesehen.
Das Plakat erinnert an das Arts and Crafts Movement, enthält aber auch Elemente alter touristischer Plakate aus der Zeit der Jahrhundertwende. Die wichtigsten Textelemente sind in roter Schrift, der Rest in schwarzer Schrift auf braun-beigem Hintergrund. Links oben findet sich der Schriftzug „Montreux Jazz“, den er auf dem Plakat des Vorjahrs schon halbkreisförmig verwendet hatte und dieses Mal mit einer Spiegelung zum Kreis formte, was an eine Sonne erinnert. Rechts daneben ist der Anlassname erwähnt: „Festival international de Jazz Montreux“ – der heutige Name und das aktuelle Logo waren noch nicht in Verwendung. Eine weitere Sonne findet sich über den gezeichneten Bergen rund um Montreux am Genferseeufer. Links finden sich Blumenranken, ausführlich sind daneben die verschiedenen Auftritte aufgelistet. Ein Störer am Fuss der Blumenranken verweist auf weitere Anlässe rund um das Konzertprogramm.